# Китайский памп
Китайский памп (лат. Pampus chinensis) — вид лучепёрых рыб из семейства строматеевых (Stromateidae).

## Описание
Длина до 60 см. Тело очень высокое, сильно сжатое с боков, с твёрдыми мышцами. Хвостовой стебель сжатый с боков, очень короткий. Спинной плавник один сплошной. Грудной плавник длинный, крыловидный, его основание под углом 45° к оси тела. Брюшные плавники отсутствуют. Хвостовой плавник состоит из довольно твёрдых лучей, глубоковильчатой формы. Чешуя очень мелкая, циклоидного типа, легко опадающая. Кожа тонкая. Глаза маленькие. Рот маленький. Зубы располагаются на челюстях в 1 ряд, мелкие, уплощены. Жаберные тычинки короткие, без зубчиков. Окраска серебристая с голубоватым оттенком на спине.

## Ареал
В Восточно-Китайском море обитает у острова Тайвань, а далее ареал простирается вдоль юго-восточных берегов Азии до Индийского океана включительно.